# Червоні гіганти

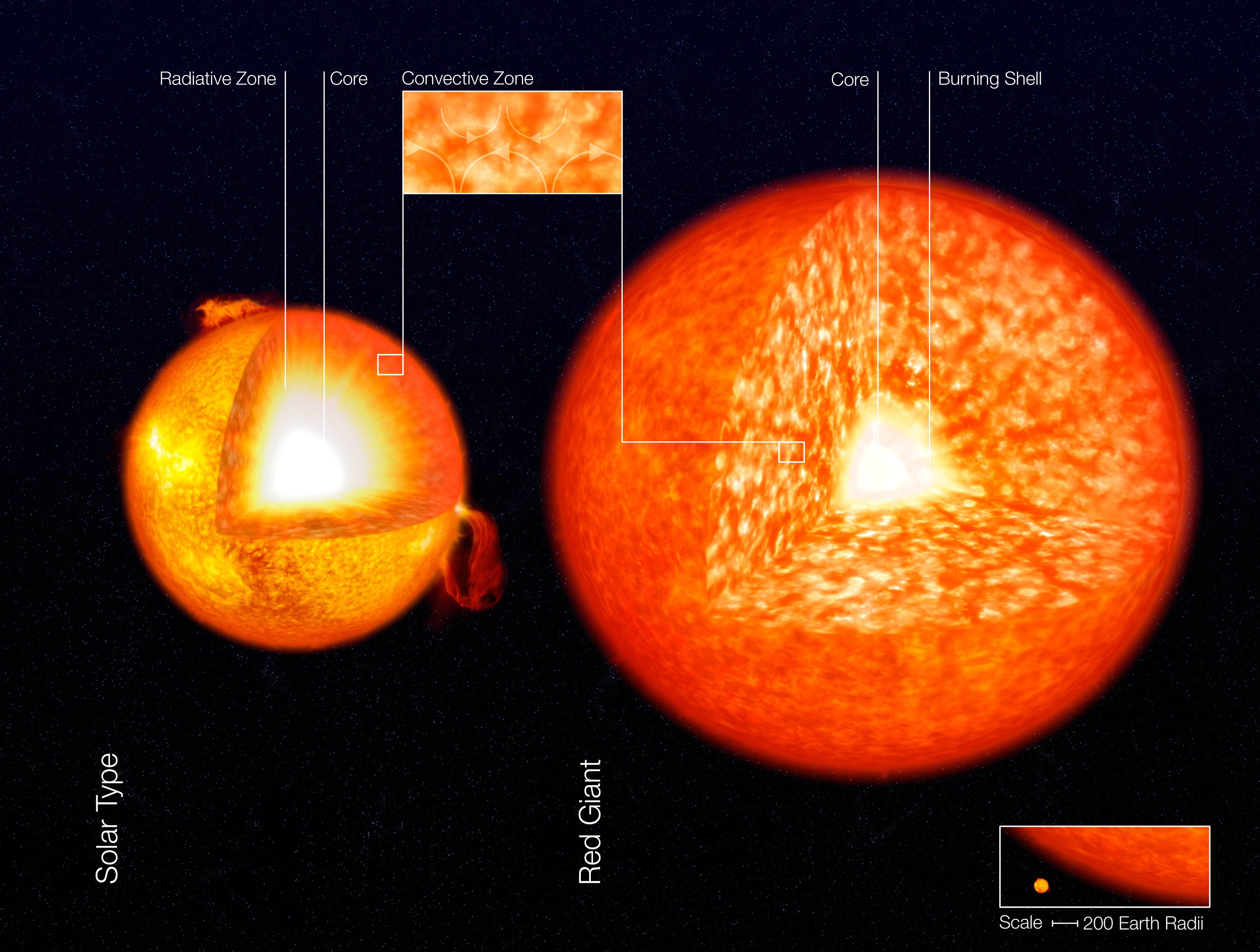
Ілюстрація будови Сонця та його можливого майбутнього як червоного гіганта, порівняння їх структури та розміру.

Черво́ні гіга́нти — зорі пізніх спектральних класів (з температурою поверхні 3000—5000 К), що мають великий розмір (10—200 R☉) і високу світність (L=102—104 L☉). 
Являють собою пізній етап еволюції маломасивних зір (до 10 M☉), після вигоряння в їхньому ядрі водню й залишення ними головної послідовності. На діаграмі Герцшпрунга — Рассела розташовані в правій верхній частині. 
Складаються з невеликого ядра, в якому вигорів водень, тонкого шару навколо ядра, в якому горіння водню продовжується, і протяжної переважно водневої конвективної оболонки.

## Карлики, гіганти й головна послідовність
Приблизно в другій половині XIX століття люди навчилися вимірювати розміри зір. Виявилося, що ці розміри дуже різноманітні. У зв'язку з цим виникла потреба якось класифікувати зорі за розмірами. Це сталося задовго до появи теорії еволюції зір й до побудови діаграми Герцшпрунга — Рассела.
З'ясувалося, що в деяких спектральних класах існують дві великі групи зір, і в одній групі зорі помітно більші, ніж у другій. Маленькі зорі назвали карликами, а великі — гігантами. Так склалася термінологія, яка дожила до наших днів: червоні карлики й червоні гіганти, помаранчеві карлики й помаранчеві гіганти, жовті карлики й жовті гіганти. З зорями білого кольору все виявилося набагато складніше: різкої різниці в розмірах серед білих зір не спостерігалося[джерело?].
Згодом Герцшпрунг і Рассел створили діаграму, на якій червоні, помаранчеві та жовті карлики лежать на головній послідовності, а саме в правій нижній її частині. Гіганти й надгіганти розташовані на кількох горизонтальних відгалуженнях у верхній частині діаграми. Звісно, на діаграмі Герцшпрунга — Рассела відкладається світність, а не розмір, однак для зір однієї й тієї ж температури (кольору) світність зростає пропорційно площі поверхні зорі. На діаграмі помітна різниця в світності (а значить — і в розмірах) між карликами й гігантами спектральних класів G, K, M.
На відміну від зір головної послідовності, червоні гіганти на діаграмі не лежать на якійсь одній лінії. Спочатку для них визначили дві послідовності — гігантів і надгігантів, але цього виявилося мало. Надгіганти теж розділилися на дві групи, так що довелося запровадити для них дві підпослідовності (Ia і Ib), а між надгігантами й звичайними гігантами втиснулася гілка яскравих гігантів (II-й клас світності). Недавно[коли?] відкрили новий клас зір, які перевищують надгігантів за розмірами й світністю. Для того, щоб позначити їх на діаграмі Герцшпрунга — Рассела (нульовий клас світності), довелося розширювати її вгору.
При детальному вивченні зір з'ясувалося, що існують зорі проміжного розміру між карликами й гігантами, хоча їх порівняно небагато. Вони отримали назву субгігантів (IV-й клас світності).

## Гіганти спектрального класу K

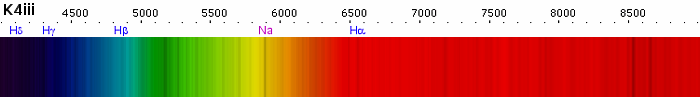
Спектр гіганта спектрального класу K4.

### Фізичні параметри
У таблиці подано усереднені значення параметрів. Загалом, відповідні параметри окремо вибраної зорі даного спектрального класу можуть відрізнятися від поданих нижче.
| Клас | B-V  | V-R  | b-y  | MV   | BC    | Teff, °K | R/RΟ | log g | Vsin(i), км/сек. |
| ---- | ---- | ---- | ---- | ---- | ----- | -------- | ---- | ----- | ---------------- |
| K0   | 1.03 | 0.77 | 0.60 | 0.2  | −0.37 | 5282     | 14   | 2.5   | 3.0              |
| K2   | 1.18 | 0.84 | 0.68 | 0.1  | −0.45 | 5055     | 17   | 2.1   | 2.3              |
| K3   | 1.29 | 0.96 | 0.80 | 0.1  | −0.53 | 4973     | 21   | —     | 2.0              |
| K5   | 1.44 | 1.20 | 0.90 | 0.0  | −0.81 | 4623     | 40   | —     | -                |
| K7   | 1.53 | —    | 0.93 | −0.1 | −1.15 | 4380     | 60   | —     | -                |

Приклади: Альдебаран, Дубге А, Поллукс, Гамаль

## Гіганти спектрального класу M

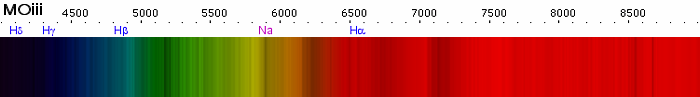
Спектр гіганта спектрального класу M0.

### Фізичні параметри
У таблиці подано усереднені значення параметрів. Загалом, відповідні параметри окремо вибраної зорі даного спектрального класу можуть відрізнятися від поданих нижче.
| Клас | B-V  | V-R  | b-y  | MV   | BC    | Teff, °K | R/RΟ | log g | Vsin(i), км/сек. |
| ---- | ---- | ---- | ---- | ---- | ----- | -------- | ---- | ----- | ---------------- |
| M0   | 1.57 | 1.23 | 0.97 | −0.2 | −1.36 | 4212     | 100  | —     | -                |
| M2   | 1.60 | 1.34 | 1.00 | −0.2 | −1.52 | 4076     | 130  | —     | -                |
| M5   | 1.58 | 2.18 | —    | −0.2 | —     | 3923     | —    | —     | -                |

Приклади: Бета Пегаса

## Червоні гіганти як індикатори відстані
Найяскравіші червоні гіганти мають приблизно однакову абсолютну зоряну величину (−3.0m±0.2m) і застосовуються як стандартні свічки для вимірювання космічних відстаней. Для ідентифікації червоних гігантів у зоряному складі галактики існує два шляхи:
- Класичний — метод виділення краю зображень. При цьому зазвичай застосовують Собелівський фільтр. Початок провалу — шукана точка повороту. Іноді замість собелівського фільтра як наближену функцію беруть гаусіан, а функція виділення краю залежить від фотометричних похибок спостережень[4]. Однак, у міру ослаблення зорі ростуть і похибки методу. Відтак гранично вимірюваний блиск на дві зоряних величини гірший, ніж дозволяє апаратура.
- Другий шлях — функції світності методом максимальної правдоподібності. Цей спосіб ґрунтується на тому, що функція світності відгалуження червоних гігантів добре апроксимується степеневою функцією:{\displaystyle \xi (m)\propto 10^{am},}де a — коефіцієнт, близький до 0,3, m — видима зоряна величина.
Основна проблема методу — розбіжність в деяких випадках рядів, що виникають в результаті роботи методу максимальної правдоподібності.